# Hugo Guinness
Hugo Guinness (12 de setembro de 1959) é um roteirista britânico. Foi indicado ao Oscar de melhor roteiro original na edição de 2015 pelo trabalho na obra The Grand Budapest Hotel, ao lado de Wes Anderson.

## Filmografia
- The Royal Tenenbaums (2001)
- The Life Aquatic with Steve Zissou (2004)
- Fantastic Mr. Fox (2009)
- The Grand Budapest Hotel (2014)

## Prêmios e indicações
- Indicado: Oscar de melhor roteiro original - The Grand Budapest Hotel (2014)